# Бахшинян, Эдик Мисакович
Эдик Мисакович Бахшинян — советский хозяйственный, государственный и политический деятель, Герой Социалистического Труда.

## Биография
Родился в 1934 году в Ереване. Член КПСС.
С 1957 года на хозяйственной, общественной и политической работе. В 1957—2002 годах лётчик малой авиации на Як-12 Армянского управления гражданской авиации, лётчик магистральной авиации, начальник лётно-штурманского отдела Армянского управления гражданской авиации Министерства гражданской авиации СССР, начальник лётно-методологического центра лётной службы авиакомпании «Армянские авиалинии», ответственный работник аппарата министерства, министр гражданской авиации Армении.
Указом Президиума Верховного Совета СССР от 4 февраля 1983 года присвоено звание Героя Социалистического Труда с вручением ордена Ленина и золотой медали «Серп и Молот».
Избирался депутатом Верховного Совета Армянской ССР 9-го созыва.
Умер в Ереване в 2002 году.

## Подвиг
Героически предотвратил захват собственного самолёта, получив при этом 9 ножевых ранений. Был награждён за подвиг орденом Красного Знамени.